# Pasquale Errichelli
Pasquale Errichelli   (Nàpols, 1730 - Nàpols, 1775) fou un compositor italià.
Després de la seva formació al conservatori Pietà dei Turchini, el 1747 fou nomenat organista a la capella del tresor de "Sant Gennaro"; el 1763 va avançar al càrrec d'organista del primer cor. Entre el 1753 i el 1758 va escenificar diverses òperes, tant serioses com divertides, per als teatres napolitans i romans. El 1771, junt amb Giacomo Insanguine, va completar els Eumenes, deixats sense acabar per Gian Francesco de Majo, que va morir l'any anterior. Finalment el 1775 fou mestre de capella a Sulmona, el seu darrer càrrec conegut.
Entre les seves obres teatrals inclouen la seva primera òpera seriosa, Issipile, que va ser descrita pel famós arquitecte Luigi Vanvitelli com el millor exemple d'imitació de l'estil de Hasse.

## Obra

### Òperes
- La serva astuta (opera buffa, 1753, Nàpols; en col·laboració amb Gioacchino Cocchi)
- Il finto turco (opera buffa, llibret d'Antonio Palomba, 1753, Nàpols; en col·laboració amb Gioacchino Cocchi)
- Issipile (opera seria, llibret de Pietro Metastasio, 1754, Teatre San Carlo de Nàpols)
- La finta 'mbreana (comèdia, llibret de G. Bisceglia, 1756, Nàpols; en col·laboració amb Nicola Logroscino)
- Solimano (opera seria, llibret de Giananbrogio Migliavacca, 1757, Roma)
- Siroe (opera seria, llibret de Pietro Metastasio, 1758, Teatre San Carlo de Nàpols amb Caterina Gabrielli)
- Eumenes (tercer acte) (obra seriosa, llibret d'Apostolo Zeno, 1771, Nàpols; 1r acte de Gian Francesco de Majo, 2n acte de Giacomo Insanguine)

## Altres músiques vocals
- Missa en D major per a 4 veus i orquestra
- Gerosolina protegida (oratori, 1778, Chieti)
- Cantata espiritual per a tres veus i orquestra
- Aquí només estic al final (cantat per a dues veus i instruments)
- Niño misero (aire per a soprano i instruments)
- Podria morir constant (ària per a soprano i orquestra)
- Altres àries

## Música instrumental
- Simfonia en re major i orquestra
- 2 sonates per a tres (en D major, en F major) per a 2 flautes i baix continu
- Sonata en majúscules per a violí i baix continu